# 進歩労働党 (セントルシア)
進歩労働党（しんぽろうどうとう、英語: Progressive Labour Party）は、セントルシアの政党。1981年にセントルシア労働党が分裂して成立した。最初に国政に挑んだ1982年セントルシア総選挙では27.1%の得票率で連合労働者党についで2位だったが、ジョン・オドラムの1議席しか獲得できなかった。1987年4月6日セントルシア総選挙では得票率が9.3%まで減少して議席を失った。直後の1987年4月30日セントルシア総選挙では得票率がさらに6.0%まで減少、議席は得られないままだった。以降選挙に候補者を出すことはなかった。